# Норт-Єлм (Вашингтон)
Норт-Єлм (англ. North Yelm) — переписна місцевість (CDP) в США, в окрузі Тюрстон штату Вашингтон. Населення — 3140 осіб (2020).

## Географія
Норт-Єлм розташований за координатами 46°57′58″ пн. ш. 122°36′48″ зх. д. / 46.96611° пн. ш. 122.61333° зх. д. (46.966029, -122.613261).  За даними Бюро перепису населення США в 2010 році переписна місцевість мала площу 8,77 км², з яких 8,65 км² — суходіл та 0,12 км² — водойми.

## Демографія
Згідно з переписом 2010 року, у переписній місцевості мешкало 2906 осіб у 1089 домогосподарствах у складі 758 родин. Густота населення становила 331 особа/км².  Було 1169 помешкань (133/км²).
Расовий склад населення:
| - 85,4 % — білих - 2,5 % — азіатів - 2,2 % — корінних американців - 1,8 % — чорних або афроамериканців - 0,4 % — вихідців з тихоокеанських островів - 2,1 % — осіб інших рас |

До двох чи більше рас належало 5,6 %. Частка іспаномовних становила 7,1 % від усіх жителів.
За віковим діапазоном населення розподілялося таким чином: 24,3 % — особи молодші 18 років, 64,1 % — особи у віці 18—64 років, 11,6 % — особи у віці 65 років та старші. Медіана віку мешканця становила 37,5 року. На 100 осіб жіночої статі у переписній місцевості припадало 100,4 чоловіків;  на 100 жінок у віці від 18 років та старших — 99,5 чоловіків також старших 18 років.
Середній дохід на одне домашнє господарство  становив 47 953 долари США (медіана — 36 365), а середній дохід на одну сім'ю — 51 206 доларів (медіана — 53 900). За межею бідності перебувало 26,2 % осіб, у тому числі 53,9 % дітей у віці до 18 років та 5,2 % осіб у віці 65 років та старших.
Цивільне працевлаштоване населення становило 994 особи. Основні галузі зайнятості: роздрібна торгівля — 21,1 %, освіта, охорона здоров'я та соціальна допомога — 16,9 %, мистецтво, розваги та відпочинок — 12,7 %.